# Najcieplejsze Miejsce Na Ziemi
Najcieplejsze Miejsce Na Ziemi – festiwal muzyczny w Wodzisławiu Śląskim, promujący głównie muzykę reggae, ale także inne gatunki muzyczne. Festiwal organizowany jest od 2004 roku.

## Festiwal
Festiwal organizowany jest od 2004 r. Pierwsze trzy edycje (2004-2006) odbyły się w Gorzycach. Od 2007 festiwal odbywa się w Wodzisławiu Śląskim. Głównymi organizatorami są zespół TABU i Miasto Wodzisław Śląski. Impreza odbywa się na stadionie miejskim.
Festiwal zaliczany był do jednych z większych na południu Polski bezpłatnych imprez tego typu. Pełna nazwa festiwalu podana na stronie organizatorów brzmi: Wodzisławski festiwal muzyczny Najcieplejsze Miejsce Na Ziemi. Impreza najczęściej ma formę dwudniową, a w 2024 r. jeden dzień jest bezpłatny, drugi biletowany.